# Diocesi di Nogales
La diocesi di Nogales (in latino Dioecesis Nucensis) è una sede della Chiesa cattolica in Messico suffraganea dell'arcidiocesi di Hermosillo. Nel 2023 contava 404.169 battezzati su 568.355 abitanti. La sede è vacante, in attesa che il vescovo eletto José Luis Cerra Luna ne prenda possesso.

## Territorio
La diocesi comprende 17 comuni nella parte settentrionale dello stato messicano di Sonora: Agua Prieta, Altar, Átil, Bacoachi, Caborca, Cananea, Fronteras, Ímuris, Naco, Nacozari de García, Nogales, Oquitoa, Pitiquito, Santa Cruz, Sáric, Trincheras e Tubutama.
Sede vescovile è la città di Nogales, dove sorge il santuario cattedrale di Nostra Signora di Guadalupe.
Il territorio si estende su una superficie di 44.244 km² ed è suddiviso in 32 parrocchie, raggruppate in 4 vicariati.

## Storia
La diocesi è stata eretta da papa Francesco il 19 marzo 2015 con la bolla Quo satius consuleretur, ricavandone il territorio dall'arcidiocesi di Hermosillo.

## Cronotassi dei vescovi
Si omettono i periodi di sede vacante non superiori ai 2 anni o non storicamente accertati.
- José Leopoldo González González (19 marzo 2015 - 19 marzo 2024 nominato vescovo di San Juan de los Lagos)
  - Ruy Rendón Leal[1], dal 27 maggio 2024 (amministratore apostolico)
- José Luis Cerra Luna, dal 20 giugno 2025

## Statistiche
La diocesi nel 2023 su una popolazione di 568.355 persone contava 404.169 battezzati, corrispondenti al 71,1% del totale.
| anno | popolazione | popolazione | popolazione | presbiteri | presbiteri | presbiteri | presbiteri                | diaconi | religiosi | religiosi | parrocchie |
| anno | battezzati  | totale      | %           | numero     | secolari   | regolari   | battezzati per presbitero | diaconi | uomini    | donne     | parrocchie |
| ---- | ----------- | ----------- | ----------- | ---------- | ---------- | ---------- | ------------------------- | ------- | --------- | --------- | ---------- |
| 2015 | 381.398     | 483.180     | 78,9        | 44         |            |            | 8.668                     |         |           | 62        | 25         |
| 2016 | 381.398     | 483.180     | 78,9        | 41         | 36         | 5          | 9.302                     | 2       | 5         | 62        | 29         |
| 2019 | 392.930     | 497.700     | 78,9        | 51         | 45         | 6          | 7.704                     | 2       | 6         | 56        | 29         |
| 2021 | 521.000     | 626.880     | 83,1        | 48         | 43         | 5          | 10.854                    | 2       | 5         | 55        | 32         |
| 2023 | 404.169     | 568.355     | 71,1        | 55         | 49         | 6          | 7.348                     | 2       | 6         | 56        | 32         |